# Конвенція (бридж)
Конвенція — система запитів і відповідей, які використовуються в тогрівлі в бриджі для досягнення кращого контракту.
Конвенційні кличі обов'язково ненатуральні, тобто називається масть, яку пара гравців не має наміру грати. Тому партнер ставиться в форсоване становище. Він повинен відповісти бодай щось, або пара буде вимушена грати з козирем, якого у них немає. На кожен конвенційний клич існує добре розроблена система відповідей, в залежності від карт на руках у партнера.
Існує дуже багато конвенцій, деякі відомі більшості гравцям, деякі використовуються лише окремими парами. За правилами спортивного бриджу пара зобов'язана ознайомити супротивників з конвенціями, які вона використовує і методами захисту від них. Під час торгівлі супротивник може запитати партнера гравця, який зробив клич, що той клич означає, і партнер повинен щиро пояснити, як він його розуміє (іноді партнер теж не розуміє).

## Популярні конвенції
Приклади конвенційних кличів:
- Стейнман: На 1БК (1 без козира) партнер відповідає 2Т (2 трефи), запитуючи чи є четвірка карт в мажорній масті. Відповідь за узгодженням між партнерами може бути або натуральна (називається масть з четвіркою) або конвенційна: називається попередня масть.
- Блеквуд: клич 4БК є запитанням про кількість тузів. Відповідь залежить від домовленості між гравцями. При простому Блеквуді 5Т — нема тузів, 5Б — 1 туз, 5Ч — 2 тузи, 5П — три тузи, 5БК — чотири тузи.

## Приклад торгів
Наприклад, торги (супротивники пасують)
1БК — 2♣ — 2♦ — 4БК — 5♠ — 6♥
можуть означати:
- 1БК — досить сильна збалансована карта
- 2♣ — мажорні четвірки є?
- 2♦ — четвірка чирв
- 4БК — згоден, у мене теж принаймні 4 черви і сильна карта; граємо чирву; скільки тузів?
- 5♠ — 2 тузи (тут інша варіація Блеквуда) і дама чирв.
- 6♥ — на всі взятки не потягнемо, граємо малий шолом.